# بخروش بن علاس
بخروش بن علاس القرشي الزهراني (1170هـ-1230هـ) كان فارسا من قبيلة زهران في الحجاز وقائداً من قادة الدولة السعودية الأولى، قتل واحتز رأسه بعد عدة وقائع على يد قوات محمد علي باشا الوالي العثماني لمصر.

## سيرته
عندما دخلت معظم مناطق الحجاز، ومنها قبائل زهران، إلى حكم الدولة السعودية الأولى على يد عثمان المضايفي خلال فترة حكم الإمام عبد العزيز بن محمد آل سعود؛ وتم تعيين بخروش بن علاس عليها؛ كان بخروش بن علاس مضرب مثل في الشجاعة والقوة والإصرار والإخلاص والتفاني للدعوة والدولة؛ فعنه يقول المؤرخ الإيطالي جيوفاني فيناتي Giovanni Finati الذي رافق غزوة محمد علي باشا في حربه ضد الدولة السعودية الأولى: (لم يشهد العرب أشجع من بخروش في زمانه).
ففي معركة (القنفذة)، كان له ولرفيق نضاله طامي بن شعيب المتحمي مآثر، فمن ضمن خطط غزوة محمد علي باشا للقضاء على الدولة السعودية الأولى بعد أن استطاع الاستيلاء على مكة والمدينة وتبوك وما جاورها، وقبل أن يغزو عاصمة الدولة الدرعية، رأى أن يعزل ريف مكة المكرمة؛ فقد بعث محمد علي باشا برسالة إلى السلطان العثماني يقول فيها: «وكما تعلم جيداً أن هذه الأرض هي المصدر الرئيسي للدرعية وهي قلب قوتها. وإذا ما قدر لنا وللقانون أن يُخيم في ربوع هذه الجبال سيكون من السهل واليسير حل مشكلة الدرعية والقضاء عليها»؛ فاتجهت سفنه محملة بجنوده إلى القنفذة المدينة الجنوبية الساحلية فاحتلتها بعد أن انسحبت منها حامية أميرها طامي بن شعيب في عام 1229هـ؛ أي قبل سقوط الدرعية بأربعة سنوات؛ عندها أرسل طامي إلى بخروش يطلب منه المساعدة والنصرة؛ فلبى نداءه وسارا معا بقوة قوامها قرابة العشرة آلاف مقاتل من قبائل عسير وزهران وغامد ومن حالفهم فكرَّوا عليهم وقاتلوهم، وقطعوا عنهم آبار الماء، فاضطر العثمانيون للانسحاب تحت وقع الضربات المتتالية لينجوا مع بعض جنودهم على أن يحتموا بسفنهم؛ ويأمرونها بالإبحار إلى مدينة جدة تاركين وراءهم ما تبقى من بعض سلاحهم. كما شارك بخروش في معركة وادي بسل بين الطائف وتربة تحت قيادة الأمير فيصل ابن الإمام سعود الكبير بن عبد العزيز بن محمد آل سعود في عهد أخيه الإمام عبد الله بن سعود الكبير ضد جيوش محمد علي باشا في المعركة الفاصلة؛ حيث كانت خسارة هذه المعركة بمثابة الإيذان بنهاية الدولة السعودية الأولى وسقوط الدرعية؛ إذ تمخض عن وقعة بسل تهاوي المدن الحجازية وتصدع جبهة الجنوب بعد استيلاء الجيش العثماني على عدة الجيش، وخيامه، ودوابه، وأمتعته كلها عن طريق الاستيلاء على المعسكر الرئيس في بسل؛ فضلًا عن نتائجها السياسية والعسكرية. وقد شارك في هذه المعركة أغلب قبائل الدولة، غير أن خسارة هذه المعركة حولت هذا الجيش إلى جيوب مقاومة للتوغل العثماني فيما بعد، وتحول بخروش وأغلب المشاركين في هذا الجيش إلى المقاومة من خلال ما يشبه حروب المقاومة غير المنظمة.

## الحروب مع الدولة العثمانية
كانت قبيلة زهران بقيادة بخروش بن علاس، قد صدت العثمانيين لأربع مرات إبان عهد الدولة السعودية الأولى، وقد ساعدتهم طبوغرافيا جبال الحجاز بمداخلها العسيرة جداً على تحقيق انتصاراتهم، فقد أبدت قبيلة زهران شجاعة لافتة في دحر موجات الغزو العثماني خلال القرن الثالث عشر الهجري وارتبط ذلك بالقائد بخروش بن علاس، من قرية العُدية ببلدة الحسن في وادي قريش، والذي تأمر -صار أميراً- على كل قبائل زهران قاطبة إلى أن انتهى حكمه في الثلاثينات من القرن الثالث عشر الهجري. خلال الصدامات بين قبيلة زهران والجيوش العثمانية الغازية قتل أبناء القبيلة بقيادة بخروش أعداداً كبيرة من العثمانيين، والواقع أن قبيلة زهران مع كل القبائل المجاورة كانوا يخضعون لحكم الأشراف في مكة، لكن بخروش اختلف معهم، وكان سبب الخلاف أنه كان على تواصل مع أحد أبناء الشيخ محمد بن عبد الوهاب الأمر الذي جعل بخروش يتأثر بالدعوة السلفية، وبالتالي فقد قام داخل المنطقة التي يحكمها بهدم الأضرحة والقباب التي كانت على قبور الصالحين، كقبة الصحابي الجليل أبو هريرة عبدالرحمن بن صخر الدوسي، وقبة «مسلم» وقبة الرفاعي، وغيرها الكثير جدا. أدى هذا الفعل من بخروش إلى غضب الأشراف في مكة، الذين حقدوا عليه باعتبار أنه لم يرجع لهم وطلبوه للمفاهمة، وترك ما هو عليه، فذهب إليهم وكانوا يريدون في الواقع سجنه، وقد اجتهد الأشراف في طلبه لاحقاً لأنه لم ينفذ ما أمروه به من التوقف عن هدم القباب فأرسلوا قوة لإحضاره بالقوة، إلا أنه لم يستجب بل وقتل بعض وفد قوة الأشراف التي قدمت إليه.

### المعركة الأولى
في تلك الفترة كان لمحمد علي باشا المعين من قبل السلطان العثماني والياً على مصر أطماع في الحجاز، واستعداه الأشراف على بخروش، فأوعز الباشا -الذي لم يكن قائداً مباشرا للمعركة- لقاعدته بالطائف مكلفا عابدين بك الأرناؤوطي بغزو حصون زهران وإحضار زعيمهم بالقوة، وذلك بعد الهزيمة التي وقعت بقواته مرتين في القنفذة بسبب هجمات بخروش وحليفه طامي بن شعيب المتحمي. زحف عابدين بك على رأس 20 ألف مقاتل وبسلاح لم يكن موجوداً عند أهل المنطقة وكانت المعركة في عقبة ذي منعه ما بين بلدة الباحة والطائف. عندما تناهت الأخبار لبخروش في حصنه الواقع في قريش الحسن استنفر زهران فتوافدوا على العقبة، ووضعوا الصخور الضخمة في قمتها الشاهقة، واستدرج خصومه العثمانيين فجعلهم يصعدون العقبة بالسلاح المحمول على الحمير والجمال والبغال، وأمر جيشه بأن يتركهم يمروا حتى ينتظم عقدهم في العقبة ثم يسدّ عليهم المنافذ، ويحاصرهم. دفع بخروش في الوقت ذاته ببعض معاونيه للمعسكر العثماني وبثهم وسط الجيش العثماني، وكانت مهمتهم في الظاهر بيع العسل والسمن والتمر واللوز والزبيب للعثمانيين، في حين كانت مهمتهم الحقيقية تقديم معلومات مضللة لهم تساهم في كسرهم. كان في الجيش العثماني من يفهم اللغة العربية كـ (المصريون والمغاربة) فنٌقل لهم: (أن هذه الجبال «مَوليّة» أي مسكونة بالجن، وأنه يمكن أن تتساقط عليكم الصخور الضخمة، فإن حصل ذلك فلا تقابلوها بوجوهكم، بل أعطوها ظهوركم، وأرموا سلاحكم فوراً، فإن ذلك خير طريقة للإفلات من الموت).
- الهجوم العام

نجحت هذه الخطة لاحقاً في تأخير تقدم قوات عابدين بك وقطعت طريقها، حيث أمطرت قوات بخروش الجيش العثماني المعلق في العقبة بوابل كثيف من الرصاص ثم دحرجوا عليهم الصخور الضخمة فصارت تحصدهم حصدا، فانكسروا وولوا مدبرين عنها، وقد غنم بخروش بن علاس ورجاله في هذه الوقعة الكثير من البنادق إلا أنها لم توقف الزحف العثماني فوصل عابدين بك لحصون زهران المنتشرة في الوادي وقمم الجبال وقطع المواصلات بينها، وقد وزع بخروش قواته قبل وصول عابدين بك على ثلاث فرق، الأولى مهمتها القتال من داخل القلاع والحصون، وذلك من أجل استنزاف وكسر معنويات الجيش العثماني بأن النصر لن يأتي سوى بالقضاء على المتحصنين ولا من سبيل لمعركة مكشوفة فاصلة مما يتطلب مؤن طعام ضخمة لسد حاجة الجيش مما قد يهدد نجاح الحملة برمتها إن طالت، إضافةً إلى محاولة بخروش إشغال عابدين بك بمعارك جانبية حتى قدوم التعزيزات إليه، ومحاولة تقسيم صفوف جيش عابدين بك إلى عدة أقسام ليسهل مهاجمتها ليلاً؛ الفرقة الثانية وهي فرقة حرة تتحرك بين الحصون لنجدة أي ناحية تتعرض لضغط كبير، وتلك الفرقة تتخذ من أعالي جبال وادي قريش مقراً خفياً لتواجدها؛ الفرقة الثالثة وهي الأقل عدداً ولكن الأكثر كفاءة والمسلحة تسليحاً جيداً، وهدفها قطع خطوط الإمدادات لعابدين بك من الخلف وسلبها. لاحقاً تقدمت القوات العثمانية وأطبقت الحصار على الحصون وقطعت المواصلات بين زهران وجوارها وضربت الحصار على حصن بخروش في أواخر رمضان من عام 1229هـ، وقد أصدر الإمام عبد الله بن سعود الكبير بالدرعية أمرا لعامله على عسير طامي بن شعيب المتحمي على وجه السرعة بضرورة فك الحصار عن حصون زهران وكان ذلك عندما بلغه تحرك عابدين بك نحوهم من جهة الطائف؛ فزحف طامي بجيشه قاصدا حصن بخروش واقتتلوا عنده وتكاثر الرمي في العثمانيين وتشتت صفوفهم حيث تشجع أهل الحصون كل من ناحيته وقد سجل ابن بشر -المؤرخ النجدي المعاصر لتلك الحقبة- معركة الحصن قائلاً: «وفيها في شوال سار طامي بن شعيب برعاياه من عسير وألمع وغيرهم نحو عشرة آلاف مقاتل، وكان الروم -أي العثمانيين- قد ساروا من مكة والطائف بعساكر كثيرة نحو عشرين ألفاً من الأتراك والمغاربة، فحاصروا بخروش في أودية وادي زهران. واجتمع عليه طوائف شعلان ومن معه من قبائله، ومحمد بن دهمان ومن معه من قومه وابن حابش وغيرهم، وحصلت المواقعة في الروم –أي العثمانيين- وبين تلك الجنود الحجازية والتهامية قرب حصن بخروش فاقتتلوا قتالاً شديداً، فانهزم الروم هزيمة شنيعة». انسحبت قوات عابدين بك بعد الهزيمة تاركة وراءها الكثير من الخيام والذخائر وتعقبتها القوات الحجازية إلى الطائف، وضربت حصارها على البلدة، وكان يتمركز في داخلها طوسون باشا بقواته، فأسرع في نجدتهم محمد علي باشا وسار بنفسه من مكة، ونجح في فك الحصار بالحيلة لضيق الوقت، حيث بعث برسالة تحمل البشرى لطوسون باشا المحاصر في الطائف بتحرك جيش كبير لفك الحصار عنه، وأن عليه الصبر لمحاصرة القوات المحاصرة له، وقد قام أحد الرعاة مقابل المال بإعطاء الرسالة لبخروش والذي ادعى أنه حصل عليها من معسكر للعثمانيين، فتوجس بخروش أن يقع وقواته بين القوتين العثمانيتين في الداخل والخارج، فانسحب مع طامي بن شعيب بقواتهما عن الطائف.

### المعركة الثانية
وفي العام ذاته، فطن العثمانيين المرابطين بالطائف إلى أن الجبال ليست بالمكان السهل للحرب، فزحفوا ناحية السهول، ويذكر عن قائد الحملة: (لتكن السهول سبيلنا ولنترك العقاب حتى يمكن للدواب أن تسحب أدواتنا وعرباتنا وعتادنا)، فقدموا بجيشهم وعتادهم تحمله وتسحب بعضه الحمير والبغال والجمال، جاؤُوا من السهول الشرقية من غرب تربة البقوم، وتقدموا جنوبا إلى جهة تدعى «العُلبة» ثم إلى «الخيالة»، وهي مكان تدريب فرسان القبيلة -ومصبُ وادي بيده في تربة ووادي تربة- فتصدى أهل معشوقة للجيش العثماني بالسلاح والمقاومة بقيادة بخروش بن علاس ومنعوهم عن حقولهم وما احتوت عليه من الفاكهة وسميت -معركة تربة معشوقة بزهران- فقد تصدى أهل معشوقة بقراها الـ 85 للحملة وهزموهم هزيمة منكرة.
- كرنفالات معشوقة

أهل معشوقة كان لهم في كل سنة ثلاثة أيام كرنفالية احتفالية مشهودة، يجري خلالها تخريج 400 خيال جدد، وتزويج 400 شاب وفتاة، وختان 400 مطهر، بحضور مدعوين من كل القبائل المحيط بهم، ويجري خلال تلك الاحتفالات تقديم موائد باذخة من الطعام، تتكون من خبز القمح و«المَلبزة» وهي نوع من الطعام قريبا من العصيدة من القمح، ثم يصبون في أوان من الفخار المصنوع محليا كميات كبيرة من السمن والعسل تمتد لمئات الأمتار أشبه بـموائد الميز الحديثة الآن فيجلس المدعوون حولها؛ إضافة إلى نحر عدد من الإبل وذبح الأغنام والبقر لتكون طعاما على جنبات تلك الاحتفالية وقد كانت تلقى في تلك الحفلات الأشعار، وتقام العرضات الشعبية، ورمي الأهداف ببنادق المفتل والمقاميع. وكان هناك من قال إن تلك الموائد تجاوزت الكرم إلى الإسراف، ولذلك رأى أولئك المنتقدين أن وصول العثمانيين إليهم في حرب أمام دورهم، قد يكون عقابا إلهياً على إسرافهم.

### المعركة الثالثة
كانت إرهاصاتها الأولى قد بدأت بزحف الجيش العثماني من الطائف باتجاه بلاد زهران إلى أن وصلوا نخال وشمرخ -نخال وادٍ بين جبلين كبيرين صعب المسالك- وقد واصل الجيش العثماني الزحف جنوباً من وادي نخال إلى عقبة شمرخ، وعندما وصلت طلائعهم عقبة شمرخ الضيقة، قام بخروش بن علاس بإحكام الخناق عليهم عندما خبأ رجاله في الكهوف والغيران -جمع غار- ونصب الكمائن والصخور وعندما كان الجيش العثماني يصعد المسالك الجبلية في شمرخ، صبّ عليهم المقاتلون المحليون نيرانهم فكانت هزيمة العثمانيين الثالثة حيث تم قطع طريقهم.

### مذبحة القاعدة
نما إلى سمع بخروش بن علاس تقدم فرقة كبيرة من الجيش العثماني إلى ناصرة بلحارث -بلدة بين الطائف والباحة- حيث قامت تلك الفرقة العثمانية ببناء الثكنات العسكرية، وجعلت من بلدة الناصرة ببلحارث حصنا منيعاً ومركزاً عسكرياً تستطيع من خلاله القوات العثمانية الهجوم على بلاد زهران وغامد والعسييريين في أي وقتٍ شاءت، بالإضافة إلى أن القوات العثمانية أصبح بمقدورها الانسحاب والرجوع إلى ذلك الحصن المنيع بدلاً من الانسحاب إلى بلدة الطائف البعيدة بعض الشيء.
عند ذلك أحس بخروش بن علاس بالخطر من وجود ذلك الحصن العسكري والذي سمي لاحقا بقاعدة عابدين -نسبة للقائد عابدين بك-، فقام بجمع الألوية بعد استشارة من معه وزحفوا نحو الناصرة لتدميره.
قام بخروش عند وصوله للقاعدة بتوزيع مقاتليه إلى عدّة فرق، تكمن مهمة إحدى الفرق في إشغال قوات الحامية وذلك بأن تتجاوز الأسوار وتجذب انتباه المرابطة فيها للساحات والفناء الداخلي للحصن ليقضى بذلك على مكامن قوة الحامية بكشف أعدادها وترتيباتها وليجمعها في مكان واحد في الوقت الذي تعمل فيه الفرق الرئيسية من قواته على نقب السور ومحاولة فتح الباب من الجهة الرئيسية.
عند الليل تقدم بخروش بن علاس بمقاتليه إلى أسوار الحصن بالناصرة، حيث انقسمت القوات إلى فرق صغيرة وانتشرت على الأسوار، مما وفر الوقت اللازم لمرور الفرق الرئيسية متجاوزة كافة الدفاعات والمتاريس للحصن، سقط الحصن سريعاً، وقضي على معظم أفراد الحامية لاحقا داخل جنبات الحصن، بعد أن تم إحراق وتهديم أجزاء كبيرة منه وسميت بمذبحة القاعدة.

### المعركة الرابعة
نَقمَ عابدين بك مما جرى من مذبحة في القاعدة الحربية العثمانية، فسار بعد أن أمده محمد علي باشا بما يحتاج لتجريد حملة جديدة، وكان قد اقترح حشد قوة قوية هذه المرة للقضاء على قوة بخروش بعد تكرار هزائمهم، وصمم عابدين بك على أن يشرف هو بنفسه على الجيش، ووضع خطة سرية آملا في نصر حاسم، وهو أن يصل مقاتلوه إلى عقر دار بخروش في وادي قريش من طريق لا يتوقعه. في الطائف طلب الزعيم عابدين بك من الأشراف وأهل الخبرة أن يُحضروا له رجالاً لهم دراية بالمسالك الوعرة للطرق التي لا يكتشفهم فيها بخروش ورجاله، وأحضر له الأشراف بعض الرجال الذين يعرفون الطرق الوعرة التي توصلهم إلى وادي قريش. تولى أولئك لاحقا مهمة الدليل للتعريف بالطريق من وادي أستن، وهو وادٍ وعر يصب في وادي تربة لا تعيش فيه إلا السباع والقرود، وعندما وصل العثمانيين إلى وادي أستن، عاد نصف الجيش أدراجهم بسبب ما أصابهم من تعب وإرهاق عظيمين وبالتالي لم يقدروا على مواصلة السير، أما الذين انتظموا في المسير فقد زحفوا حتى وادي دُهمة شمال منحل، وكان في ذلك المكان (حِمى) -محميةٌ للرعي-، فكشف أمر حملتهم من قبل (السُبور)، وهم رجال مهمتهم ضبط مراقبة الحمى للرعي على مدار الساعة وكانت تلك العادة قد انتشرت زمن الدولة السعودية الأولى لحماية المراعي على مدار اليوم. قام (السبور) بإعطاء إشارة لبخروش لكي يستعد وبينما واصل العثمانيين زحفهم إلى مكان يسمى (فرشة السود) كان التعب والإرهاق قد بلغ بهم مبلغه وناموا تلك الليلة هناك دون أن يعرفوا أن خبرهم قد وصل إلى خصومهم؛ فطوقتهم قوات بخروش في شهر ذي القعدة وتمترست من كل جانب ليلاً وهاجمتهم على حين غره فأعلن عابدين بك استسلامه لاحقاً فغنم بخروش سلاحاً كثيراً في تلك المعركة. طلب عابدين بك بعد الفداء السماح لهم بدفن موتاهم حول مورد الماء المعروف باسم «المعدى» وسُمح لهم، ولكن قبل وصولهم للموقع وهو قريب من فرشة السود، وفي مقدمتهم الدليل المسمى «حديّد»، قام جماعة بخروش بذبح الأدلاء العرب الذين كانوا مرافقين للجيش العثماني، وذلك في نقبة حديّد المعروفة بهذا الاسم نظير خيانتهم، وبذلك قد تبدل اسم فرشة السود إلى اسم (أم الجنادل) نسبة إلى حادثة ذبح أولئك وجندلتهم هناك ولا زالت محتفظة بنفس الاسم حتى اليوم. أما العثمانيين فقد واصلوا دفن موتاهم وقاموا ببناء المشاهد حول مكان الماء المسمى «المَعْدى»، وقد دفنوا أكثر من ميت في قبر واحد ووضعوا عليها حجارة المرو الأبيض، وكانوا يضعون حجارة المرو الأبيض في بناء القبور، ولكل قبر عدد من المرو يساوي عدد الأموات الذين بداخله فبدت صورة المقبرة من بعيد كالثمار وأصبحت تسمى «القبور المُثَمرة» وقد بلغ عدد تلك الأحجار ثمانمائة إلى تسعمائة تقريباً، ومكانها في قرية منحل الأسفل، وقد زال بعضها مؤخراً بفعل عوامل الزمن أما البعض الآخر فلا زال قائماً.

## وفاته
تم أُسِرَه وقُتل، وقُطع رأسه في القنفذة، وأرسل رأسه مع رفيق دربه طامي بن شعيب إلى مصر ومنها إلى إسطنبول حيث أعدم أيضاً ابن شعيب هناك. ففي التاسع من ربيع الثاني من عام 1230هـ، أرسل محمد علي باشا حملتين لمحاصرة بلاد زهران، انطلقت الأولى من بلدة رنية التي سقطت في أعقاب معركة بسل، والحملة الثانية والرئيسية بقيادة «محو بك»، وهدفها مباغتة بخروش وقومه عن طريق النزول من الجبال غربًا. عمل بخروش بن علاس على تحصين مواقعه الدفاعية في قرية العدية، بقريش الحسن، وتخزين السلاح والزاد لحصار طويل. قام في الوقت ذاته بتقسيم قواته لتساعد بعضها البعض عند وقوع أي حصار وذلك لضمان نفاذ المؤن فلا تحاصر قواته في مكان واحد، ومنها بعض المجموعات التي كان عملها منصبا في التسلل ليلاً في مجموعاتٍ صغيرة للقيام ببعض أعمال السلب للمؤن من معسكرات العثمانيين المهاجمة.
تقدمت القوات العثمانية لاحقاً بقيادة «محو بك» من الجبهتين وتمكنت من نصب المدافع على الجبال المطلة على قلعة بخروش ودمرت أجزاء كبيرة منها وتهدم سورها وانخفض، حيث استطاع «محو بك» اقتحام القلعة بعد ستة أيام من بدأ المعركة. نُقل بخروش بعد أسره لبلدة القنفذة الساحلية وأعدم هناك وذلك بعد أن نجحت قوات محمد علي باشا في الاستيلاء عليها بعد أسر طامي بن شعيب المتحمي في عسير، وقد كتب موريس تاميزيه في كتابه رحلةٌ في بلاد العرب نقلاً عن مؤرخين قبله: (وفي مصر طافوا بطامي على جملٍ بعد أن وضعوا رأسه إلى الخلف ومؤخرته إلى مقدمة الجمل، ورأس بخروش في كيسٍ يتدلى بجانبه).